# Amphiesma concelarum
Amphiesma concelarum là một loài rắn trong họ Colubridae. Loài này được Malnate mô tả khoa học đầu tiên năm 1963.